# Porto-vecchio (AOC)
Pour les articles homonymes, voir Porto-Vecchio (homonymie).
Le porto-vecchio ou vin de Corse Porto-Vecchio, est un vin produit autour de la ville de Porto-Vecchio, dans le département de la Corse-du-Sud.
Il s'agit d'une des dénominations géographiques au sein de l'appellation vin de corse.

## Situation géographique
Le décret d'appellation détermine un terroir qui s'étend linéairement sur plus de 55 kilomètres. 

### Géologie
Sols très propices à la vigne : du calcaire au sud, du granit fortement arénisé suivi de terres plus faciles, gneiss marneux. 

## Vignoble

### Présentation
Le vignoble s'étend sur les communes de : Bonifacio, Conca, Lecci, Porto-Vecchio, San-Gavino-di-Carbini, Sari-Solenzara, Sotta et Zonza.

### Encépagement
Les vins blancs sont issus principalement de la vermentino B (malvoisie de Corse), complété accessoirement par le biancu gentile B, la codivarta B, le genovese B et l'ugni blanc B (rossola).
Les vins rouges et rosés sont issus principalement du grenache N, du nielluccio N et du sciaccarello N, complétés accessoirement par du aléatico N, de la barbarossa N, du carcajolo nero N, du carignan N, du cinsaut N, du mourvèdre N, de la syrah N et du vermentino B (malvoisie de Corse).

### Structure des exploitations
Seuls deux producteurs de Lecci produisent l'AOC Porto-Vecchio.